# 大湖 (嘉義縣番路鄉)
大湖，是臺灣嘉義縣番路鄉的一個傳統地域名稱，位於該鄉東半葉北端及西部與西半葉交界地帶。相較於今日行政區，其範圍大致包括大湖村不含北部中央凸出部分及西南部凸出部分的西側中段、公田村北端。

## 歷史
台灣日治初期，大湖地區為一街庄（舊制），稱為「大湖庄」，隸屬於嘉義東堡。當時其範圍較大，包括後來拆出的糞箕湖地區的北大半部，但不包括後來併入的板仔龍山西北側地帶。當時的大湖庄北與樟樹坪庄、金獅藔庄、科仔林庄為鄰，東與蕃地為鄰，南邊為公田庄，西邊為番仔路庄、內埔仔庄，而糞箕湖庄仍不存在。
1901年（日治明治三十四年）11月11日，全台設置二十廳，大湖、公田兩庄均隸屬於嘉義廳。1903年（明治三十六年）6月，兩庄均編入「番仔路區」，隸屬於嘉義廳。1909年（明治四十二年）10月，合併二十廳為十二廳，番仔路區仍隸屬於嘉義廳。1912年（明治四十五年）1月24日，嘉義廳嘉義東堡新設一街庄（舊制），稱為「糞箕湖庄」，並編入「鹿蔴產區」。糞箕湖庄係拆自原大湖庄的東大半部（尖崠仔山以東）及原公田庄的東北部（巃頭坪以北），同時將原公田庄的北部最西端一塊地（板仔龍山西北側）也併入大湖庄。拆併後的大湖庄北與樟樹坪庄、金獅藔庄為鄰，東與新設的糞箕湖庄為鄰，南邊為分割後的公田庄，西邊為番仔路庄、內埔仔庄。
1920年（大正九年），廢十二廳改設五州二廳，該庄改制為「大湖」大字，隸屬於臺南州嘉義郡番路庄（新制街庄）。
戰後番路庄改制為番路鄉，隸屬於臺南縣，大字亦改制為村。1950年（民國39年）10月，雲、嘉、南分治，番路鄉改隸屬於嘉義縣。

## 聚落
本地區發展較早的聚落有大湖、石腳桶等，在日治期初期的官方地圖上已有記載。

## 交通
縣道159甲線是嘉義至石桌的道路，其東側端點（終點）位於本地區石卓聚落的省道台18線及縣道169號共線路口。由此（大方向）西行可前往番路鄉、嘉義市市區，並止於縣道159號轉角路口。
鄉道嘉124線是客庄至紅筆壽的道路。
鄉道嘉124-1線是半天岩至觸口的道路。